# Erinn Hayes

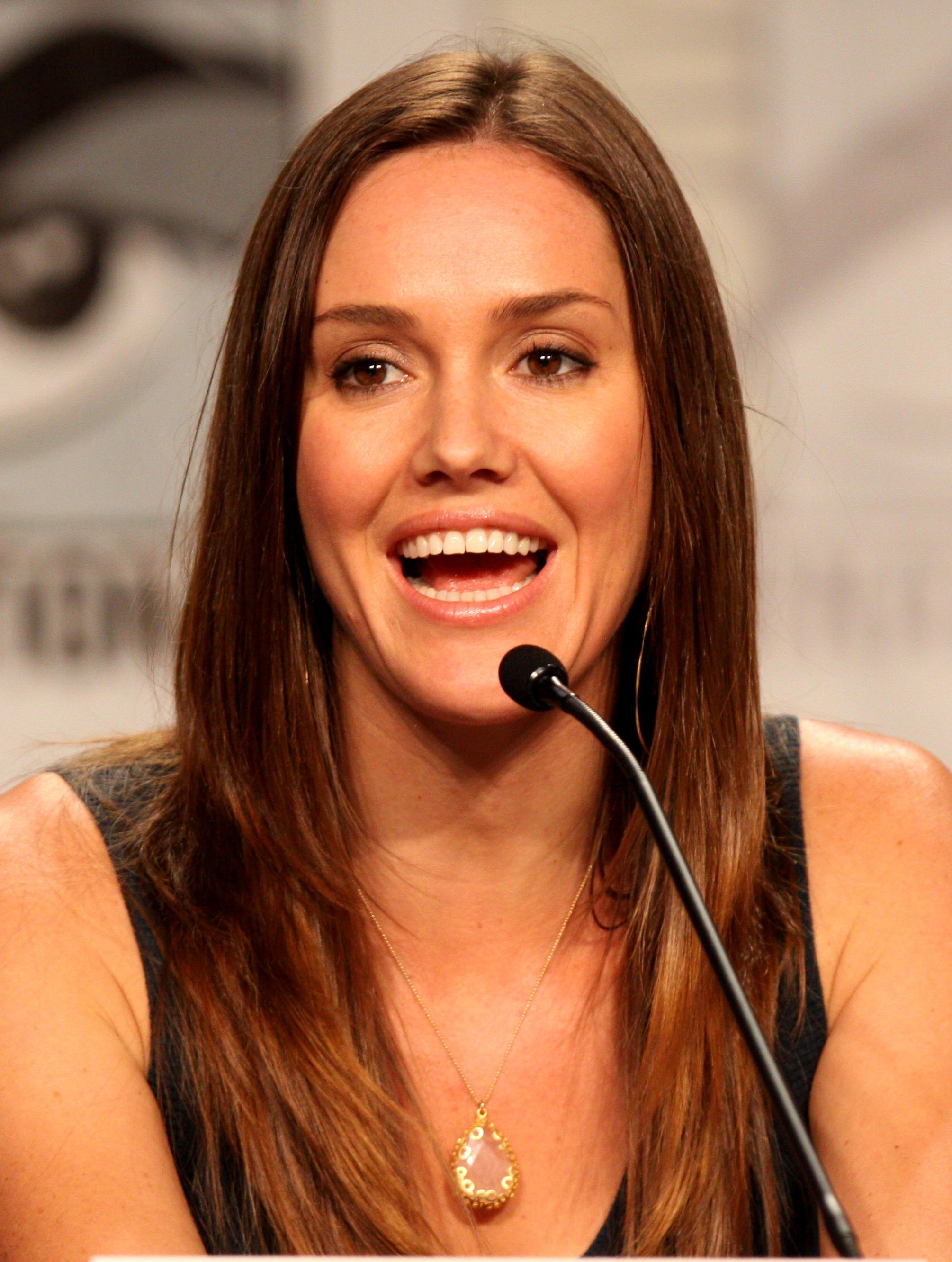
Erinn Hayes bei der Comic-Con 2011

Erinn Hayes (* 25. Mai 1976 in San Francisco, Kalifornien als Erinn Carter) ist eine US-amerikanische Schauspielerin.

## Leben und Karriere
Erinn Hayes wurde im Mai 1976 im kalifornischen San Francisco als Erinn Carter geboren. 1998 schloss sie die University of Colorado Boulder ab und begann ihre Schauspielkarriere in den frühen 2000er-Jahren. So hatte sie 2001 eine Gastrolle als Kellnerin in der Fernsehserie Providence und übernahm im Slasher-Film Final Stab – Du bist tot als Kristin ihre erste Hauptrolle. In den nachfolgenden Jahren war sie hauptsächlich in Gast- und Nebenrollen in verschiedenen Serien wie On the Spot, The West Wing – Im Zentrum der Macht (beide 2003), CSI: Vegas, Everwood, Will & Grace und Significant Others (alle 2004). 2005 war sie in der Liebeskomödie Wo die Liebe hinfällt … als Hochzeitsplanerin zu sehen und übernahm in vier Episoden der kurzlebigen Fox-Sitcom Kitchen Confidential die Nebenrolle der Becky Sharp. Die Serie wurde allerdings vor ihrem ersten Auftritt in der fünften Episode vom Sendeplan genommen und später eingestellt. 2007 folgte nach einem Gastauftritt in Shark eine Hauptrolle in der ebenfalls kurzlebigen Fox-Sitcom The Winner. Nach diesem zwei nicht sehr erfolgreichen Serienrollen wechselte Hayes den Sender und stieß zur Besetzung einer weiteren Comedyserie, der bei CBS ausgestrahlten Serie Worst Week. Doch auch diese Serie brachte es nur auf eine Staffel und 16 Episoden.
In der Zwischenzeit wurde sie für Rob Corddrys Comedyserie Childrens Hospital als Lynn Williams bzw. als Dr. Lola Spratt engagiert. Die Serie, die das Fernsehsendung-in-einer-Fernsehsendung-Format benutzt, wurde zunächst im Dezember 2008 auf TheWB.com als zehnteilige Miniserie veröffentlicht. Danach übernahm der Kabelsender Adult Swim die Serie und strahlte bis Oktober 2013 die fünfte Staffel aus. Unterdessen übernahm sie in der Zwischenzeit Gastrollen in Hawthorne, Grey’s Anatomy (beide 2009), Royal Pains, Two and a Half Men (beide 2010), Desperate Housewives (2011) und Suits (2012) sowie eine Nebenrolle in der ersten Staffel von Parenthood (2010). Neben einem Cameoauftritt als Vince Vaughns Frau in The Watch – Nachbarn der 3. Art spielte sie 2012 eine Rolle im Todd Bergers schwarzer Komödie It’s a Disaster – Bist du bereit?. Im Juni 2012 ersetzte sie Sara Rue in der NBC-Sitcom Guys with Kids, da Rues andere Rolle in der Serie Malibu Country von ABC Vorrang hatte. In den 17 Episoden der kurzlebigen Serie verkörperte sie von 2012 bis 2013 Sheila Campbell, die Exfrau von Jesse Bradford. Nach dem Ende der Serie war Hayes als Gastdarstellerin in weiteren Comedyserien wie Wedding Band, Parks and Recreation und Workaholics zu sehen und bekam 2014 im Pilotfilm zur NBC-Serie The Mason Twins eine der Hauptrollen.
Hayes ist verheiratet und hat zwei Töchter (* 2008 und * 2009).

## Filmografie (Auswahl)
- 2001: Final Stab – Du bist tot (Final Stab)
- 2001: Providence (Fernsehserie, Episode 3x22)
- 2003: On the Spot (Fernsehserie, 5 Episoden)
- 2003: The West Wing – Im Zentrum der Macht (The West Wing, Fernsehserie, Episode 5x05)
- 2004: CSI: Vegas (CSI: Crime Scene Investigation, Fernsehserie, Episode 4x12)
- 2004: Everwood (Fernsehserie, 2 Episoden)
- 2004: Will & Grace (Fernsehserie, Episode 7x06)
- 2004: Significant Others (Fernsehserie, 4 Episoden)
- 2005: Wo die Liebe hinfällt … (Rumor Has It…)
- 2005: Kitchen Confidential (Fernsehserie, 4 Episoden)
- 2007: Shark (Fernsehserie, Episode 1x13)
- 2007: The Winner (Fernsehserie, 5 Episoden)
- 2008–2009: Worst Week (Fernsehserie, 16 Episoden)
- 2008, 2010: Ganz schön schwanger (Notes from the Underbelly, Fernsehserie, 2 Episoden)
- 2008–2016: Childrens Hospital (Fernsehserie, 66 Episoden)
- 2009: Hawthorne (Fernsehserie, Episode 1x09)
- 2009: Grey’s Anatomy (Fernsehserie, Episode 6x06)
- 2010: Parenthood (Fernsehserie, 6 Episoden)
- 2010: Royal Pains (Fernsehserie, Episode 2x03)
- 2010: Two and a Half Men (Fernsehserie, Episode 8x05)
- 2011: Desperate Housewives (Fernsehserie, Episode 7x22)
- 2012: Suits (Fernsehserie, Episode 2x06)
- 2012: It’s a Disaster – Bist du bereit? (It’s a Disaster)
- 2012: The Watch – Nachbarn der 3. Art (The Watch)
- 2012–2013: Guys with Kids (Fernsehserie, 17 Episoden)
- 2013: Wedding Band (Fernsehserie, Episode 1x10)
- 2013: Parks and Recreation (Fernsehserie, Episode 6x07)
- 2014: Workaholics (Fernsehserie, Episode 4x04)
- 2015: The Hotwives of Las Vegas (Fernsehserie, 7 Episoden)
- 2016–2017: Kevin Can Wait (Fernsehserie, 24 Episoden)
- 2016: Interior Night
- 2017: Band Aid
- 2017: Fixed
- 2018: The Dangerous Book for Boys (Fernsehserie, 6 Episoden)
- 2018: Sharon 1.2.3.
- 2019: Huge in France (Fernsehserie, 8 Episoden)
- 2020: Holly Slept Over
- 2020: Medical Police (Fernsehserie, 10 Episoden)
- 2020: Bill & Ted retten das Universum (Bill & Ted Face the Music)
- 2020: Witness Infection
- 2020: Room 104 (Fernsehserie, Episode 4x05)
- 2020–2023: Die Goldbergs (The Goldbergs, Fernsehserie)
- 2022: Murderville (Fernsehserie, Episode 1x03)
- 2022: Gaslit (Fernsehserie, 2 Episoden)
- 2022: Kevin Can F**k Himself (Fernsehserie, Episode 2x08)
- 2022: A Christmas Story Christmas – Leise rieselt der Stress (A Christmas Story Christmas)
- 2023: The Donor Party
- 2023: Office Race (Fernsehfilm)
- 2024: The Good Doctor (Fernsehserie, Episode 7x04)
- 2024–2025: St. Denis Medical (Fernsehserie, 2 Episoden)
- seit 2024: Grimsburg (Fernsehserie, Stimme)
- 2025: The Neighborhood (Fernsehserie, Episode 7x10)
- 2025: Navy CIS (NCIS, Fernsehserie, Episode 22x14)